# Basella alba
Espèce
Classification phylogénétique
Basella alba, la baselle ou épinard de Malabar, est une espèce de plantes dicotylédones de la famille des Basellaceae, probablement originaire d'Asie du Sud. Ce sont des plantes herbacées grimpantes, vivaces à courte durée de vie, à petites fleurs groupées en épis axillaires. Les feuilles charnues sont comestibles et constituent un substitut de l'épinard. L'espèce est largement cultivée dans les régions tropicales.

## Description

### Aspect général
L'espèce se présente comme une liane pouvant atteindre 10 mètres de long, comme une plante herbacée de 1 à 6 m de haut au port vigoureux, aux ramifications multiples, rampante avec des plantules courbées dans tous les sens.

### Feuilles
Les feuilles ovales, pointues, arrondies en cœur atteigne de 5 à 15 cm de long et de 4 à 13,5 cm de large,. Elles sont vert clair souvent légèrement teintées de rouge.
.

### Fleurs
Les fleurs sont blanches verdâtres, roses ou pourpres, disposées sur des épis à long pédoncule. Le calice est charnu.

### Fruits
Les fruits, qui comportent chacun une graine, ont un diamètre environnant le demi centimètre ; ils sont de couleur rouge à noire.

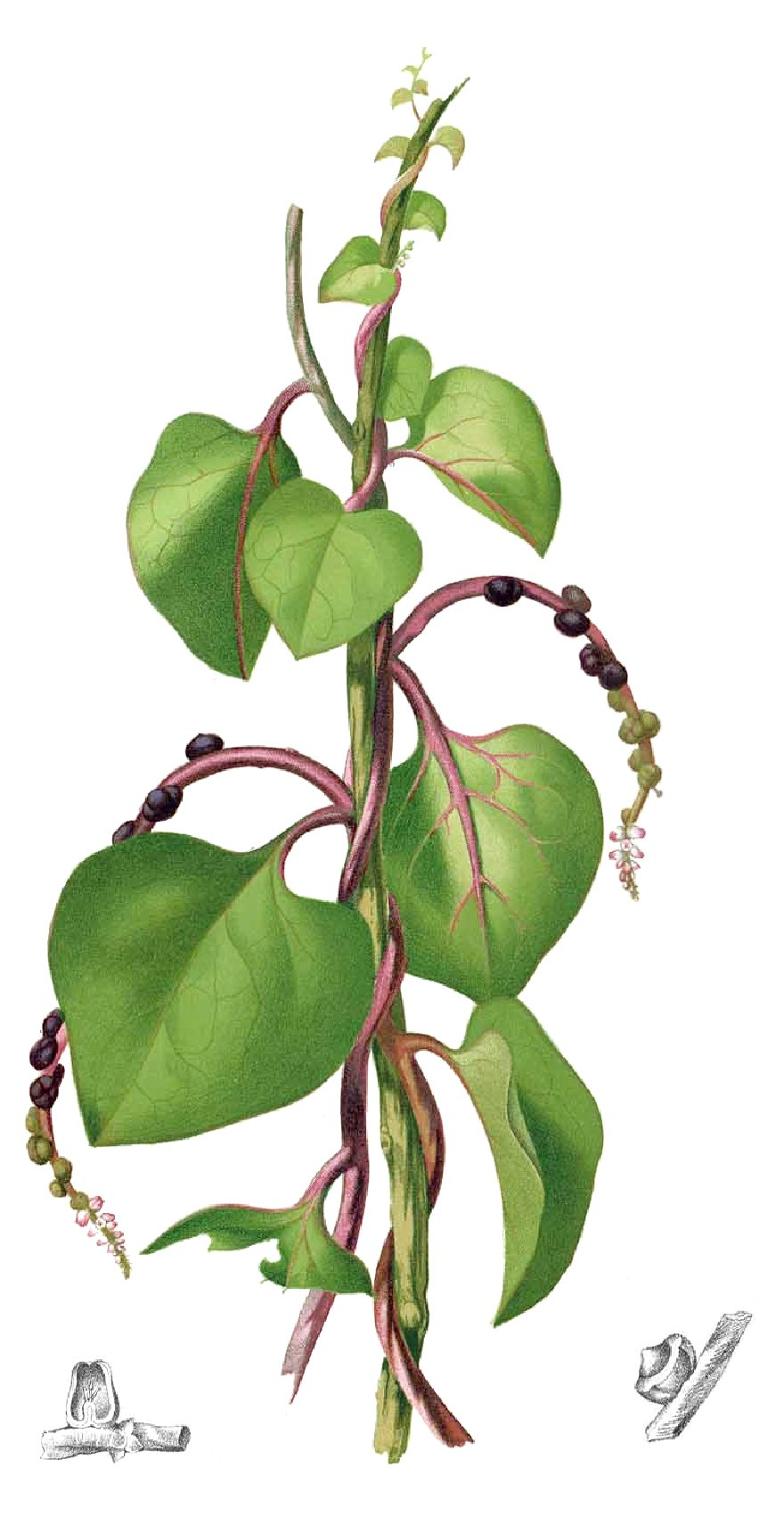
Aspect général.
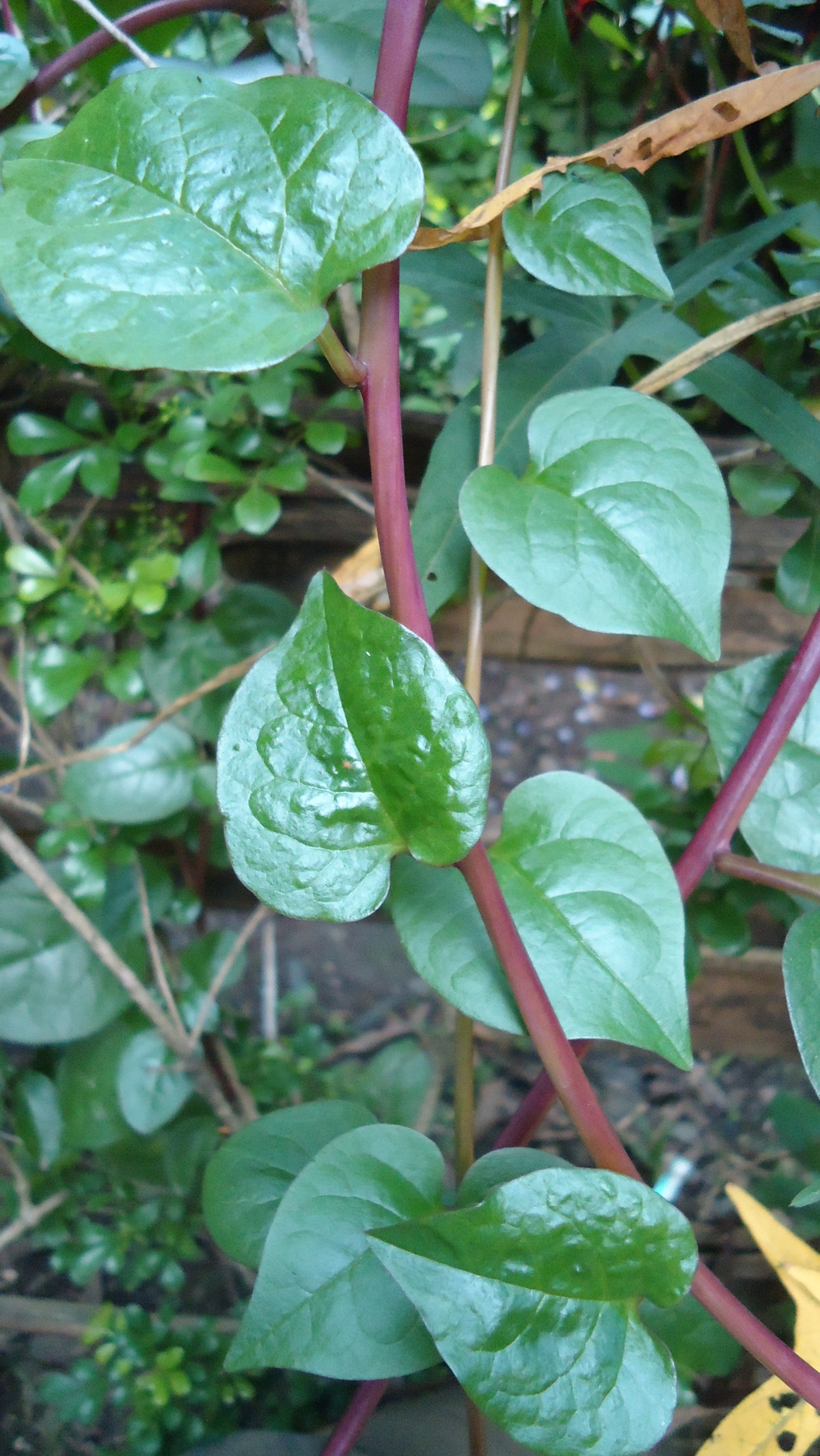
Tige et feuilles.
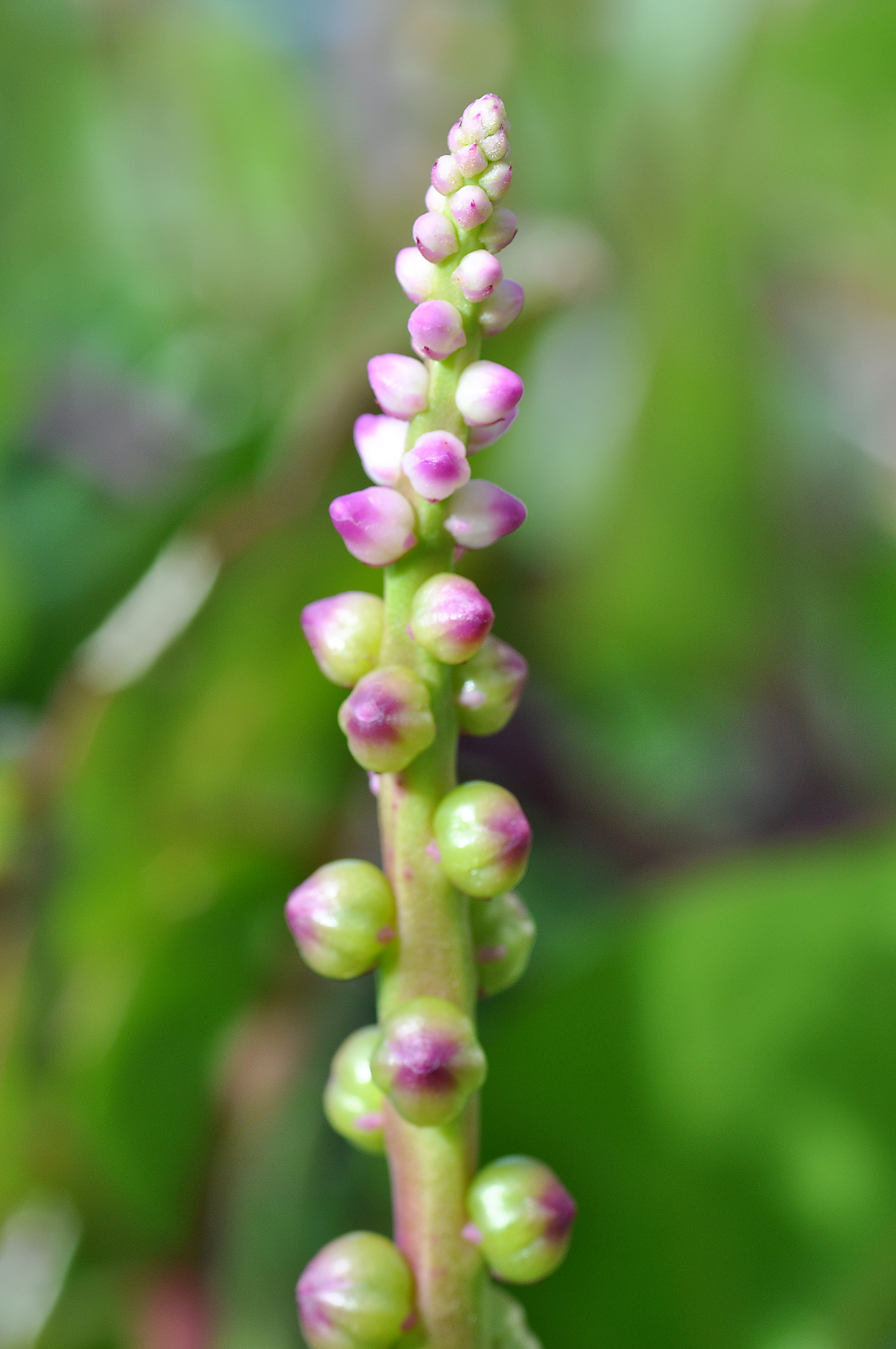
Inflorescence.
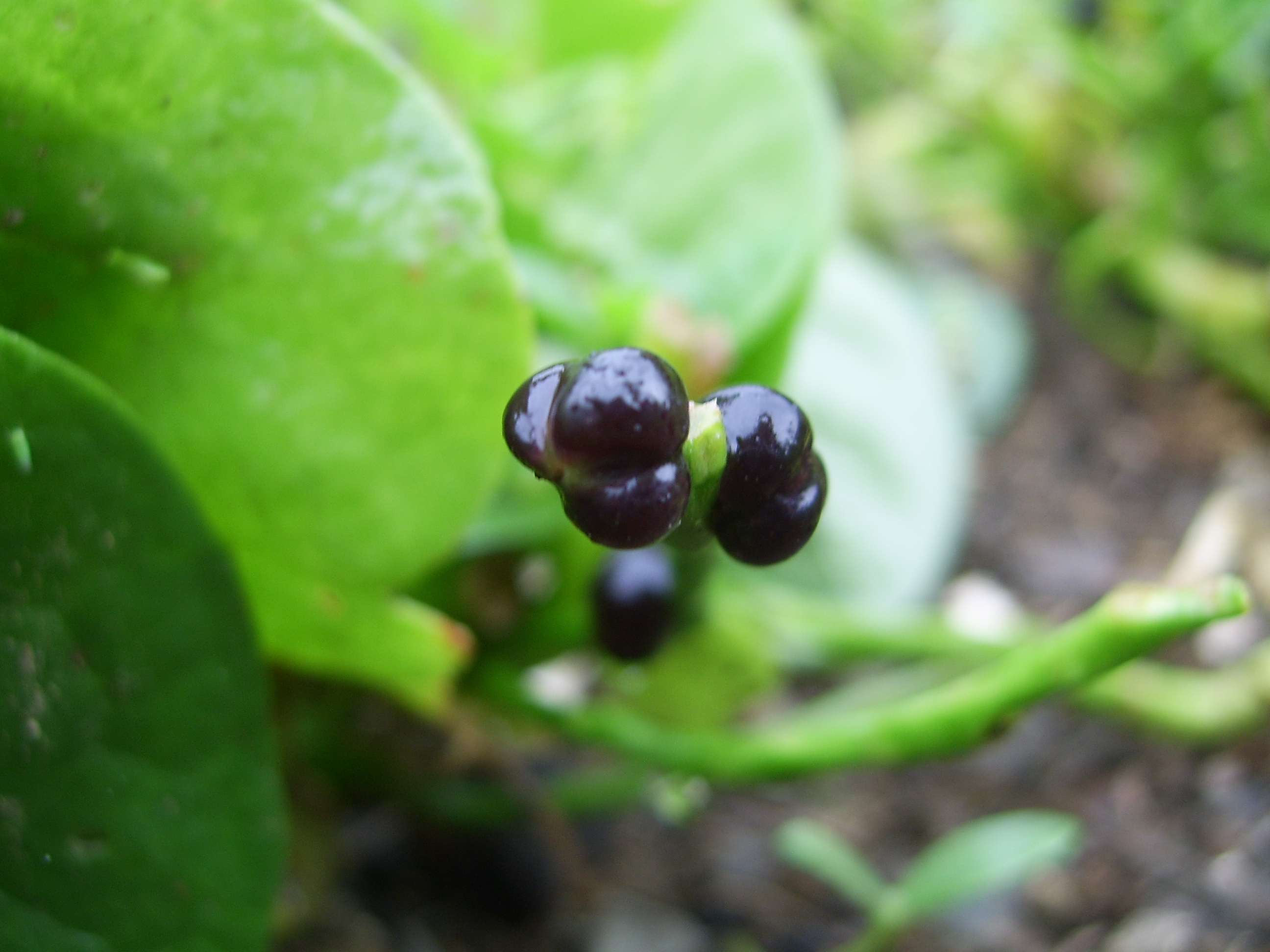
Fruits.

## Utilisation

### Alimentation

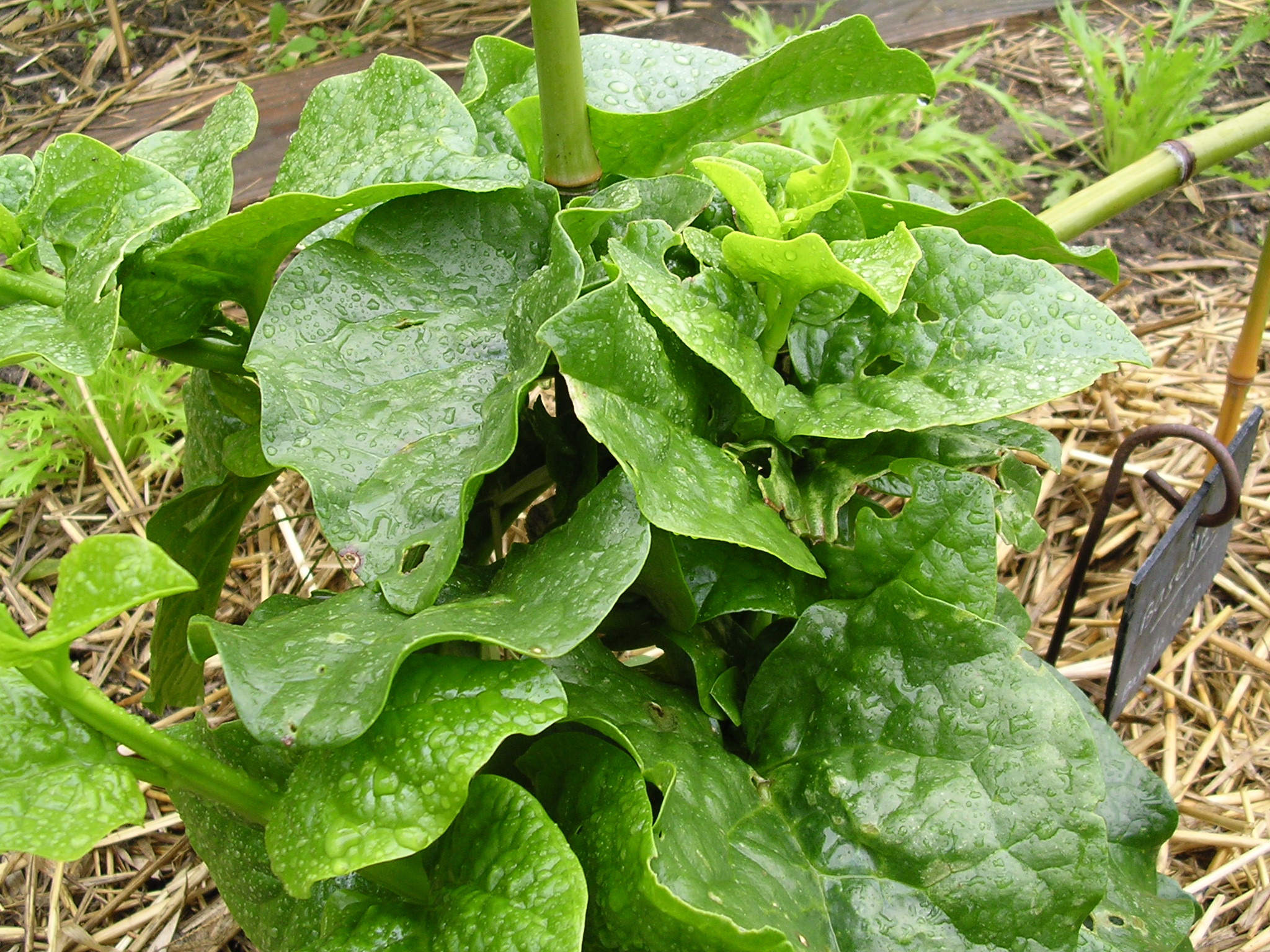
Épinard de Malabar, légume-feuille.

Basella alba est cultivée comme légume-feuille et comme plante ornementale dans les tropiques.
Elle est notamment appréciée dans la cuisine chinoise et japonaise.
À La Réunion, elle est consommée en brède et appelée « brède gandole » ou « brède tali ».
Les tiges et feuilles contiennent des taux significatifs d'acide oxalique, notamment déconseillé pour les personnes souffrant de calculs rénaux, de goutte ou d'arthrite. Ces taux peuvent être nettement diminués par une cuisson de 20 min à la vapeur (plutôt qu'une cuisson à l'eau bouillante).

### Teinture
Les fruits produisent une teinture utilisée traditionnellement par les Kanak.

## Taxinomie

### Synonymes
Selon The Plant List (3 avril 2019) :
- Basella alba var. cordifolia (Lam.) M.R.Almeida
- Basella alba L.[7]
- Basella cananifolia Buch.-Ham. ex Wall.
- Basella cordifolia Lam.[8]
- Basella japonica Burm.f.
- Basella lucida L.
- Basella nigra Lour.
- Basella ramosa J.Jacq. ex Spreng.
- Basella rubra L. (préféré par BioLib)[7]
- Basella volubilis Salisb.
- Gandola nigra (Lour.) Raf.
- Gandola rubra Rumph. ex L.

### Liste des variétés
Selon Tropicos (3 avril 2019) (Attention liste brute contenant possiblement des synonymes) :
- Basella alba var. subcordata Hassk.
- Basella alba var. subrotunda Moq.